# 星云湖

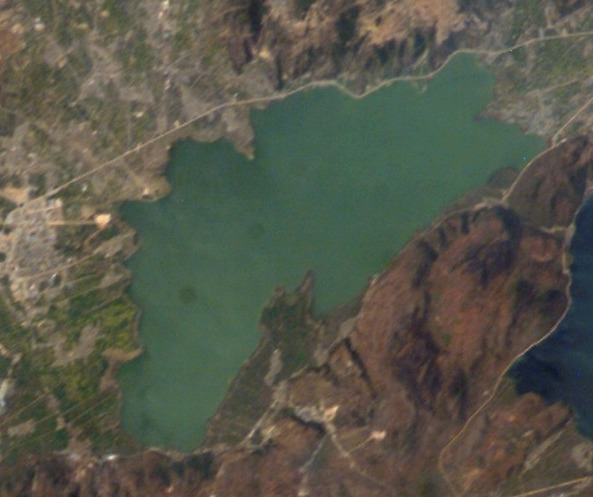
星云湖卫星照片（2007年）

星云湖，古称“星海”，唐代称“利水”，俗称“浪广海”、“江川海”，位于中国云南省江川区大街街道以北2公里，属高原断陷湖泊，是一座富营养化湖泊，为云南九大高原湖泊之一。湖面海拔1722米，面积34.71平方公里。属于珠江流域南盘江水系。因夜间星月皎洁，银河照映湖心而得名。
星云湖东北经玉带河与抚仙湖相通，原星云湖水位比抚仙湖高出约1～2米，水流方向一直都是由星云湖流向抚仙湖。因为环境污染，星云湖水质恶化为劣质Ⅴ类水，为避免其对抚仙湖Ⅰ类水体造成污染，2003年11月开始施行星云湖—抚仙湖出流改道工程，抬高抚仙湖水位，使其倒流入星云湖，并改善星云湖的水质。工程于2007年12月23日竣工，总投资近4亿元。

## 成因
星云湖原属古抚仙大湖的一部分，后因牛摩古水道随着周围山体抬升，古抚仙湖被支解，形成今相对独立的水体，当时的湖泊面积是现代的3倍，范围包括整个江川坝子。随着入湖三角洲平原的发展，以及湖滩围垦，面积逐渐缩小成今状。

## 形态特征
星云湖呈南北不规则的椭圆形，南北长10.5公里，东西平均宽3.3公里，最大宽5.8公里，面积34.71平方公里，最大水深11米，平均水深5.3米，蓄水量1.84亿立方米。集水面积378平方公里。湖水依赖地表径流和湖面降水补给，主要入湖河流有东河、西河、侯家沟河、小街河、周官河和螺蛳铺河等。东北经玉带河与抚仙湖相通。湖泊南北两岸为冲积平原，东西两岸为群山。沿岸多为耕地。湖底平坦，除海门桥河口一带为砂质外，其余均为泥质底，底部腐殖质厚1.5米左右。湖区属亚热带西南季风气候，年均气温15℃左右，多年平均年降水量974毫米。

## 水质
星云湖属淡水湖泊，1953年以前，沿岸乡村人畜多饮用湖水，后随着流域工农业发展，湖水逐步受到污染。有机污染较重，已属富营养湖泊。尽管星云湖—抚仙湖出流改道工程竣工后，星云湖水质得到一定改善，但截止2009年，星云湖水质仍属劣Ⅴ类。

## 生物资源
星云湖有浮游藻类6门68属，浮游动物59钟，鱼类20钟，包括大头鲤、星云白鱼等珍稀土著鱼类。水产丰富，已成为云南省银鱼主要生产基地之一。
由于湖湾浅滩鱼类产卵场地被围垦，导致土著鱼类锐减，光唇鱼、中华鰟鮍、细须鲶等已绝迹，大头鲤也面临灭绝的危险。

## 旅游业
星云湖沿岸景点众多，原江川八景中的“海门垂钓”、”古埂莲池”、”星海夜月”、“鱼跃中天”和两湖相通鱼不往来的“界鱼石”等均取自星云湖。星云湖每年12月25日开湖捕鱼，捕鱼时间为15天，其余时间为封湖禁捕期，这一传统已有30年历史。自2005年起，江川县每年在星云湖举办“开渔节”暨高原湖泊水产品交易会，吸引大量游客。